# Ceno Kosak

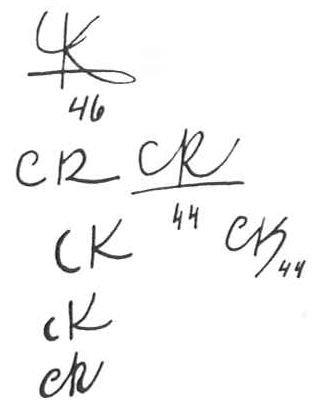
Signaturen von Ceno Kosak

Ceno Kosak (* 30. Dezember 1904 in Marburg an der Drau; † 16. Juni 1985 in Wien) war ein österreichischer Architekt, Bühnenbildner, Gestalter und Maler.

## Leben
Ceno Kosak studierte von 1930 bis 1932 Architektur an der Akademie der bildenden Künste Wien bei Clemens Holzmeister und war dann bis 1934 dessen Mitarbeiter. 1935 bis 1938 war er gemeinsam mit Otto Niedermoser Leiter der Klasse „Allgemeine Formenlehre“ an der Akademie. Nach dem „Anschluss“ wurde Kosak als Gegner der Nationalsozialisten und Leiter der Beratungsstelle für kirchliches Kunstgewerbe im Rahmen der Katholischen Aktion am 1. Mai 1938 zwangspensioniert. Er arbeitete danach als selbständiger Architekt und schuf bis 1945 Bauten in Budweis, Krumau und Wien.
1945 wurde Kosak wieder in Dienst gestellt. 1955 bis 1971 war er Präsident der Akademie für angewandte Kunst. 1960 wurde er zum ordentlichen Universitätsprofessor ernannt. 1971 bis 1975 war er Leiter des Instituts für Städtebau, daneben auch Präsident des Österreichischen Werkbundes.
Kosak war mit der Architektin Herta verheiratet. Sein Grab befindet sich auf dem Wiener Zentralfriedhof (Gruppe 16F, Reihe 9, Nr. 14).
Ceno Kosak war ab 1949 Mitglied der Freimaurerloge Lessing zu den 3 Ringen.
Zu seinen Schülern zählt u. a. der Grafiker Christoph Donin.

## Werke

### Architektur
- Umbau des Stadttheaters in Budweis (1941–43).[2]
- Wiener Staatsoper: Mitwirkung beim Wiederaufbau: Neugestaltung des Gobelin-Saals (Heute: Gustav-Mahler-Saal). Kosak lieferte auch den Entwurf für die von der Firma Bakalowits ausgeführten Kristallluster[3] (1953/55).
- Theodor-Körner-Hof (1951–55; Mitwirkung).[4]
- Viktor Kaplan Hof (1959/60)[5]
- Pfarrkirche Zum Guten Hirten in Wien-Hietzing. Zusammen mit seiner Frau Herta (1963–65).

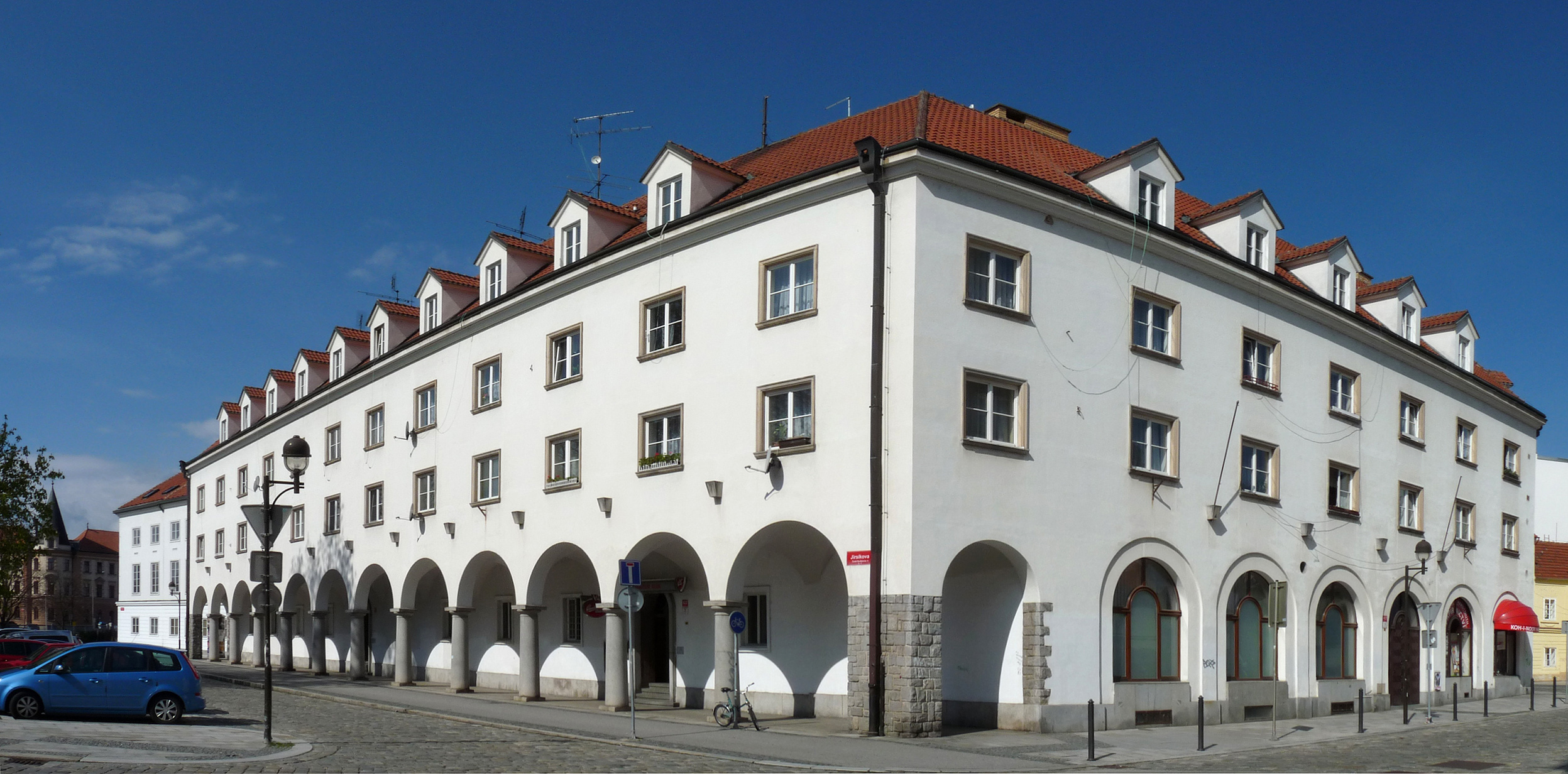
Budweis, Jirsíkova čp.1+3
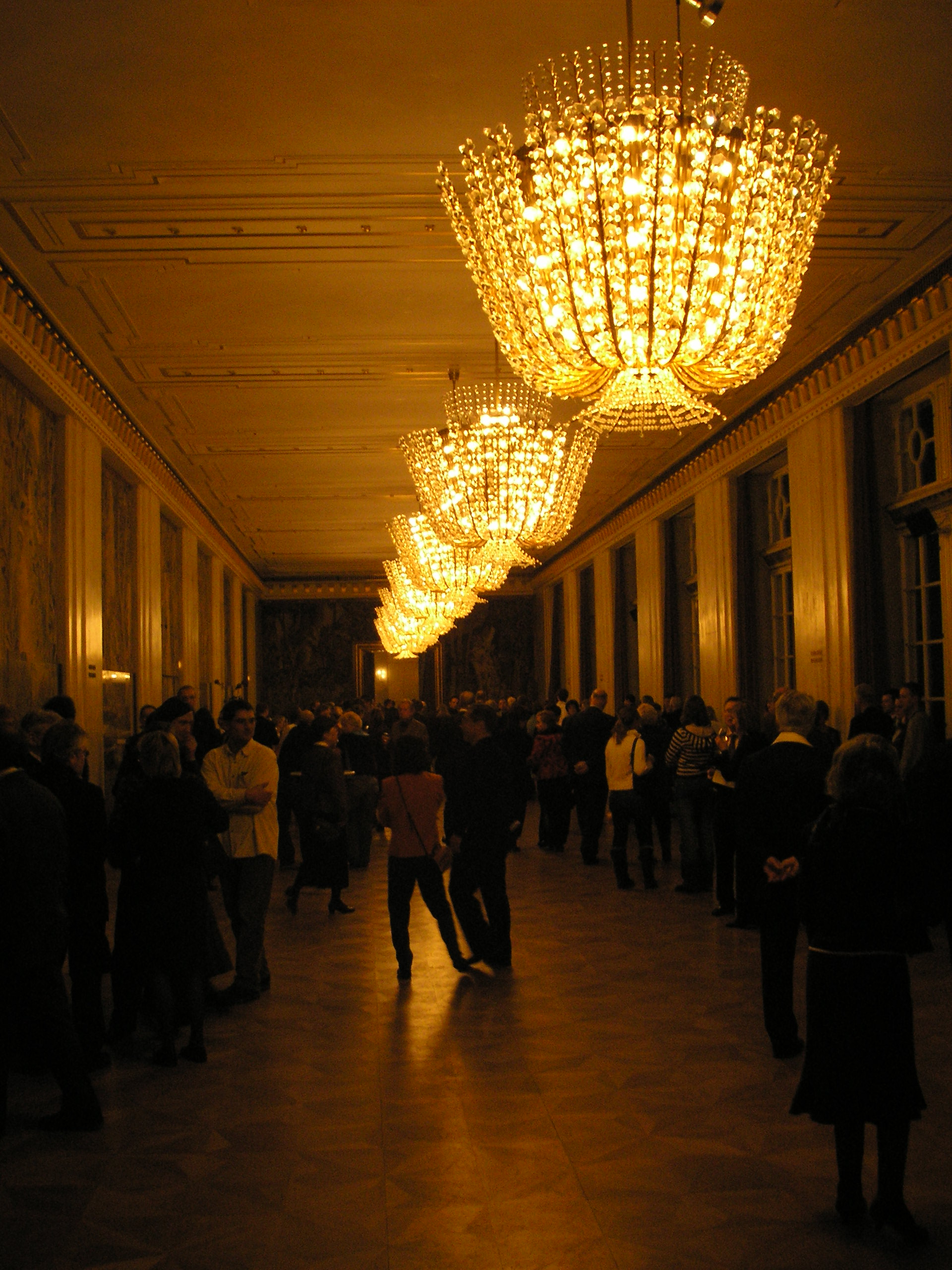
Gustav-Mahler-Saal
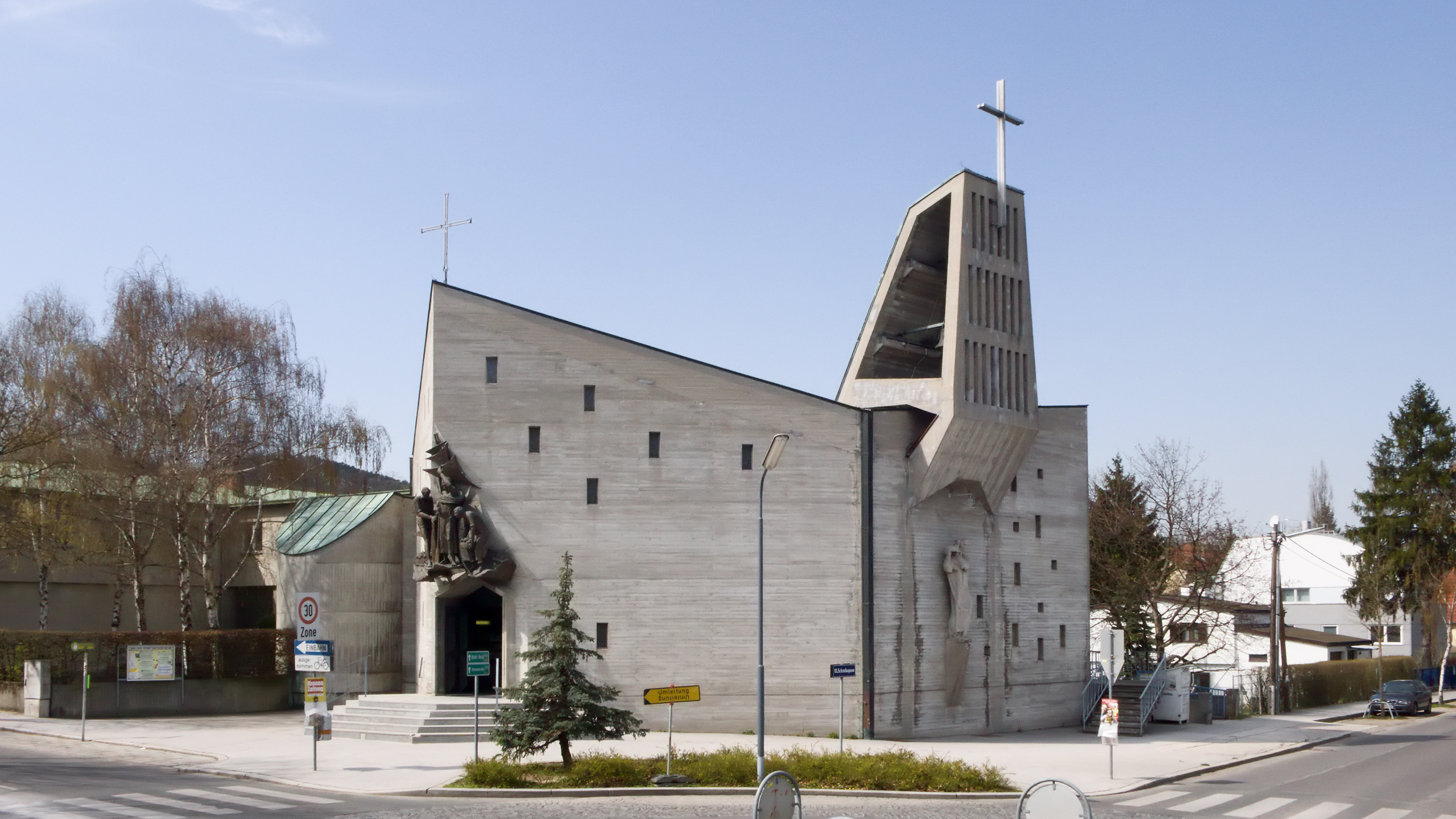
Pfarrkirche Zum Guten Hirten

### Veröffentlichungen
- Als Herausgeber zusammen mit Kurt Schwarz: Akademie für angewandte Kunst in Wien 1968. Zum hundertjährigen Bestand. Hochschule für Angewandte Kunst, Wien 1973.